# Comuna Rîbeanțeve, Novopskov
Rîbeanțeve (în ucraineană Риб'янцеве) este o comună în raionul Novopskov, regiunea Luhansk, Ucraina, formată din satele Pîsarivka și Rîbeanțeve (reședința).

## Demografie
Componența lingvistică a comunei Rîbeanțeve
     Ucraineană (95,55%)
     Rusă (4,3%)
     Alte limbi (0,1%)
Conform recensământului din 2001, majoritatea populației comunei Rîbeanțeve era vorbitoare de ucraineană (95,55%), existând în minoritate și vorbitori de rusă (4,3%).